# Момбаса (аеропорт)
Міжнародний аеропорт Мої (англ. Moi International Airport (IATA: MBA, ICAO: HKMO)) — міжнародний аеропорт Момбаси, другого за величиною міста Кенії. Розташоване в окрузі Момбаса у містечку Порт-Рейц, з аеропорту виконують регіональні та міжконтинентальні рейси.

## Історія
Аеропорт було названо на честь колишнього президента Кенії Данієля Арапа Мої. Спочатку він мав називу аеропорт Порт-Рейц і був побудований британським колоніальним урядом під час Другої світової війни. В 1978 році його було розширено і модернізовано і з того часу є міжнародним аеропортом.

## Авіалінії та напрямки

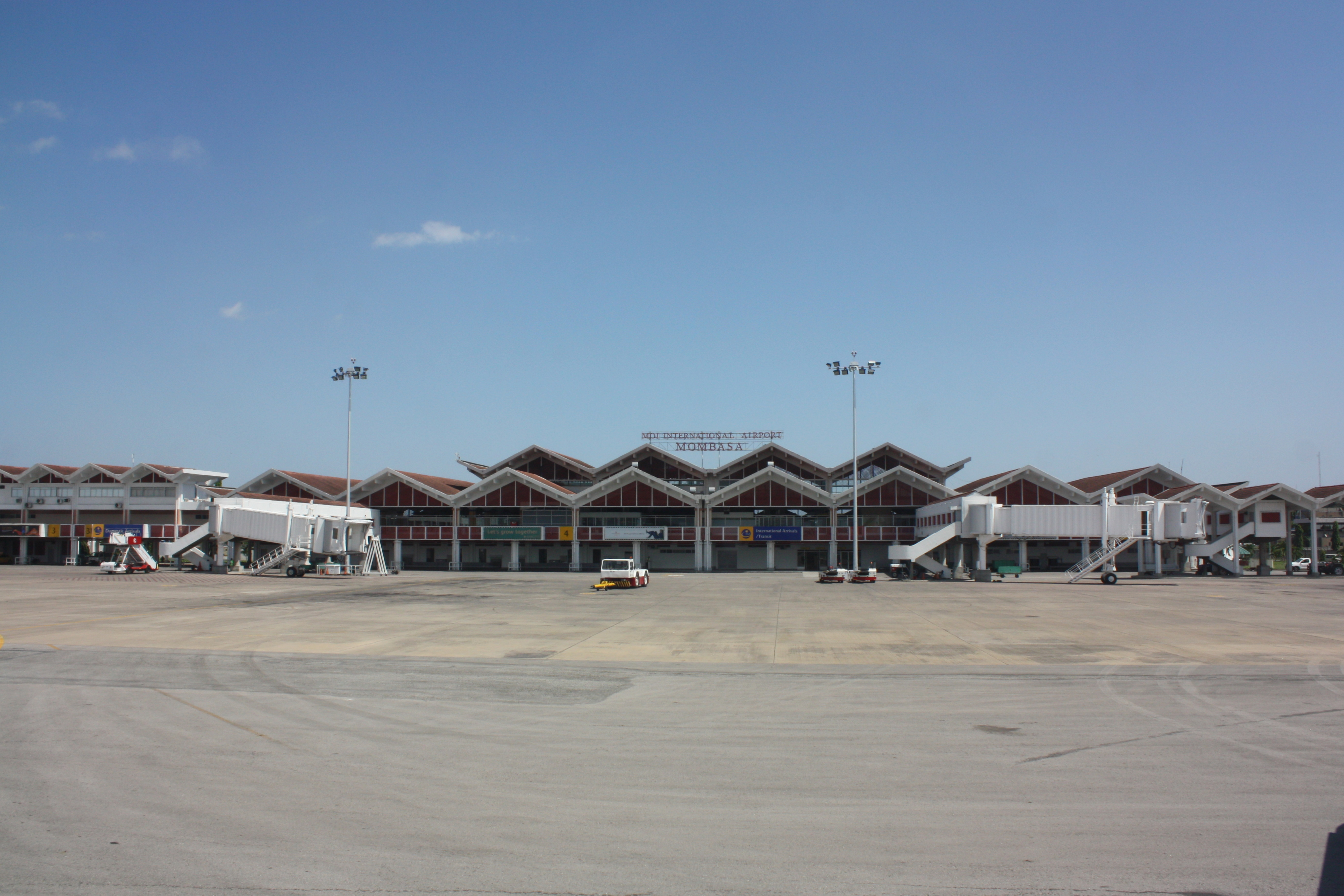
Перон

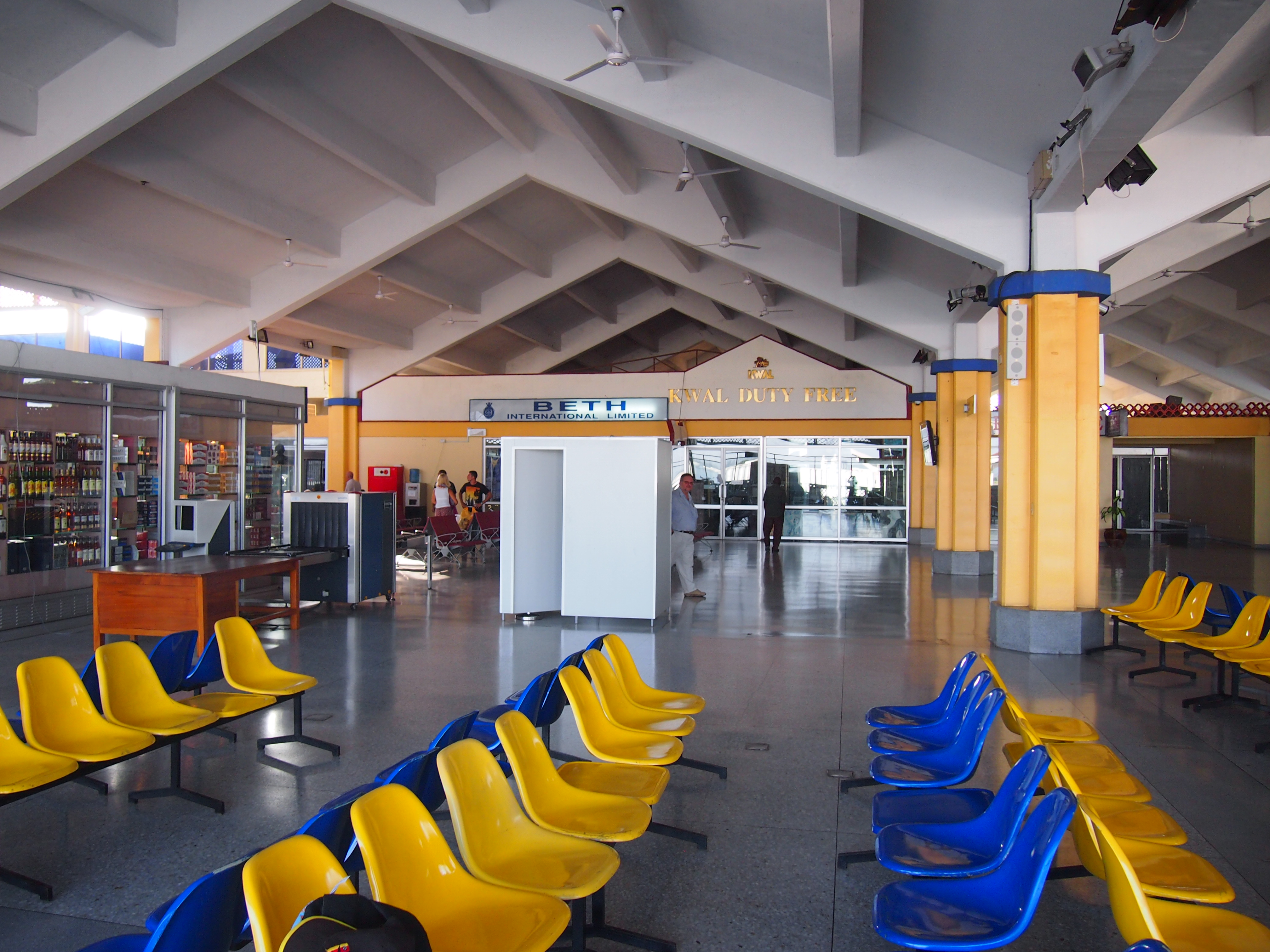
Зона відправлення

| Авіакомпанія        | Пункт призначення                                    |
| ------------------- | ---------------------------------------------------- |
| Air Italy           | Сезонний: Мілан-Мальпенса                            |
| Condor              | Франкфурт Сезонний: Мюнхен                           |
| Enter Air           | Сезонний чартер: Катовиці, Варшава-Шопен             |
| Ethiopian Airlines  | Аддис-Абеба                                          |
| Fly540              | Найробі, Занзібар                                    |
| Fly-SAX             | Мороні                                               |
| Jambojet            | Найробі                                              |
| Kenya Airways       | Найробі                                              |
| LOT Polish Airlines | Сезонний чартер: Варшава-Шопен                       |
| Mombasa Air Safari  | Амбоселі, Кікорок, Ламу, Малінді, Масаї-Мара, Укунда |
| Neos                | Мілан-Мальпенса Сезонний: Рим-Ф'юмічіно, Верона      |
| Qatar Airways       | Доха                                                 |
| RwandAir            | Дубай, Кігалі                                        |
| Smartwings Poland   | Сезонний чартер: Варшава-Шопен                       |
| TUI fly Belgium     | Сезонний: Брюссель                                   |
| TUI fly Netherlands | Сезонний: Амстердам                                  |
| Turkish Airlines    | Стамбул1                                             |
| Uganda Airlines     | Ентеббе                                              |

Примітка
1: Turkish Airlines' виконує рейси зі Стамбула до Момбаси із зупинкою у Кіліманджаро. Проте авіакомпанія не має прав на перевезення пасажирів виключно між Кіліманджаро та Момбасою